# Dolcetto d'Asti
 (avril 2021).
Si vous disposez d'ouvrages ou d'articles de référence ou si vous connaissez des sites web de qualité traitant du thème abordé ici, merci de compléter l'article en donnant les références utiles à sa vérifiabilité et en les liant à la section « Notes et références ».
Le Dolcetto d'Asti est un vin rouge italien de la région Piémont doté d'une appellation DOC depuis le 10 juin 1974. Seuls ont droit à la DOC les vins rouges récoltés à l'intérieur de l'aire de production définie par le décret. 

## Aire de production
Les vignobles autorisés se situent en province d'Asti dans les communes Bubbio, Cassinasco, Castel Boglione, Castelletto Molina, Castel Rocchero, Cessole, Fontanile, Loazzolo, Maranzana, Mombaldone, Mombaruzzo, Monastero Bormida, Montabone, Olmo Gentile, Quaranti, Serole, Sessame, Vesime, Rocchetta Palafea, San Giorgio Scarampi, ainsi que les vignobles situés rive droite du Belbo dans les communes de Calamandrana, Nizza et Canelli.
Les vignobles se situent sur des pentes de nombreuses collines. La superficie plantée en vignes est de 199 hectares.
Le vin rouge du Dolcetto d'Asti répond à un cahier des charges moins exigeant que le Dolcetto d'Asti superiore, essentiellement en relation avec le titre alcoolique et le vieillissement.

## Caractéristiques organoleptiques
- couleur : rouge rubis vif
- odeur : vineux, agréablement caractéristique
- saveur : sèche, puissant, légèrement amer (amarognolo), acidité modérée

Le  Dolcetto d'Asti se déguste à une température de 15 – 17 °C et il se gardera 3 – 4 ans.

## Association de plats conseillée
Hors-d’œuvre divers, agnolottis, des risottos et tagliatelles aux champignons, escalopes de veau.

## Production
Province, saison, volume en hectolitres :
- pas de données disponible